# Jean Joseph Eustache Derazey
Jean Joseph Eustache Derazey, né à Mirecourt le 29 mars 1749, mort à Bains-les-Bains le 15 août 1810, est membre de la Convention, député au Conseil des Anciens. Frère de Jean Nicolas Derazey.

## Biographie
Jean Joseph Eustache Derazey est, avant la Révolution, commissaire à terrier à Châtillon-sur-Indre. 
En septembre 1792, Jean Derazey, alors administrateur de l'Indre, est élu député du département, le sixième et dernier, à la Convention nationale. 
Il siège sur les bancs de la Gironde. Lors du procès de Louis XVI, il vote « la réclusion, sauf la déportation, suivant les circonstances », et se prononce en faveur de l'appel au peuple et en faveur du sursis à l'exécution. Le 13 avril 1793, il vote en faveur de la mise en accusation de Jean-Paul Marat. Celui-ci le dénonce, un mois plus tard dans son journal, comme « membre de la faction des hommes d’État ». Le 28 mai, il vote en faveur du rétablissement de la Commission des Douze. 
Le 3 octobre 1793, Derazey est décrété d'arrestation à l'issue du rapport de Jean-Pierre-André Amar (député de l'Isère), membre du Comité de sûreté générale, pour avoir signé la protestation contre les journées du 31 mai et du 2 juin. Lui et les autres signataires sont libérés et réintégrés le 18 frimaire an III (8 décembre 1794). 
Sous le Directoire, Jean Derazey est réélu député et siège au Conseil des Anciens. Le 1er nivôse an V (le 21 décembre 1796), il est élu secrétaire aux côtés de Benoît Decomberousse, de Jean Guineau-Dupré et de Pierre Loysel sous la présidence de Boniface Paradis. Il tiré au sort pour quitter le Conseil le 1er prairial an V (le 20 mai 1797). 
Le gouvernement impérial l'appelle (9 juin 1806) aux fonctions de juge à la cour d'appel d'Orléans ; il meurt dans l'exercice de ces fonctions, chevalier de la Légion d'honneur[réf. souhaitée].

## Mandats
- 08/09/1792 - 26/10/1795 : Indre – Girondins